# František Podveský
František Podveský (1. února 1835 Únanov – 20. ledna 1904 Únanov) byl rakouský hostinský, rolník a politik, v roce 1870 krátce poslanec Moravského zemského sněmu.

## Životopis
Narodil se v Únanově jako syn hostinského Antonína Podveského (1787–??) a matky Mariany, rozené Branské. Dne 28. června 1859 se oženil s Marií Annou Wobornou z Krhovic.
V moravských zemských volbách 1870 kandidoval ve znojemském venkovském obvodě za české federalisty. Obvod se v té době vyznačoval střídavými úspěchy Čechů a Němců. Díky svému vlastnímu hlasu zvítězil nad Johannem Fuxem v poměru 78:77. Němečtí liberálové volbu napadli kvůli formálním nedostatkům a úřady jejich protest přijaly a volba byla 22. srpna 1870 anulována.
Kandidoval ještě v obou volbách do sněmu v roce 1871, ale pokaždé jej porazil Antonín Konvalín, jehož podporovali němečtí liberálové.